# جيمس د. هاميلتون
جيمس د. هاميلتون (بالإنجليزية: James D. Hamilton)‏ هو اقتصادي أمريكي، ولد في 29 نوفمبر 1954.